# 하이칭
하이칭(중국어: 海清, 병음: Hǎi Qīng, 한자음: 해청, 1978년 1월 12일 ~ )은 중국의 배우이다.

## 출연작

### 드라마
- 2012년 동방 위성 텔레비전 동방극장 《음식남녀》 - 쉬빙 역
- 2013년 후난위성텔레비전 금응독파극장 《소아난양》 - 왕닝 역
- 2013년 장쑤 위성 텔레비전 행복극장 《말포녀야유춘천》 - 뤄샤오총 역
- 2014년 동방 위성 텔레비전 동방극장 《일복이주》 - 란지에 역
- 2014년 장쑤 위성 텔레비전 행복극장 《이포수》 - 이한숙 역
- 2015년 안후이 위성 텔레비전 해돈제일극장 《대묘아추애기》 - 딩마오 역
- 2016년 저장 위성 텔레비전 중국람극장 《소별리》 - 샤오환시 역
- 2016년 안후이 위성 텔레비전 해돈제일극장 《여불강대천불용》 - 정위칭 역
- 2017년 저장 위성 텔레비전 중국람극장 《심야식당》 - 하이펀 역
- 2019년 저장 위성 텔레비전 중국람극장 《소환희》 - 통웬지에 역
- 2020년 동방 위성 텔레비전 동방극장 《안가 : Selling Dream》 - 궁베이베이 역
- 2020년 동방 위성 텔레비전 동방극장 《재일기》 - 매애화 역
- 2021년 CCTV-8 황금강당극장 《대량도사》 - 가오쥔만 역
- 2021년 동방 위성 텔레비전 동방극장 《아요람》 - 축자강 역
- 2022년 저장 위성 텔레비전 중국람극장 《심거》 - 핑샤오친 역
- 2022년 후난위성텔레비전 망고계풍극장 《장국위적하천》 - 구자이 역